# Iosif Teodorescu

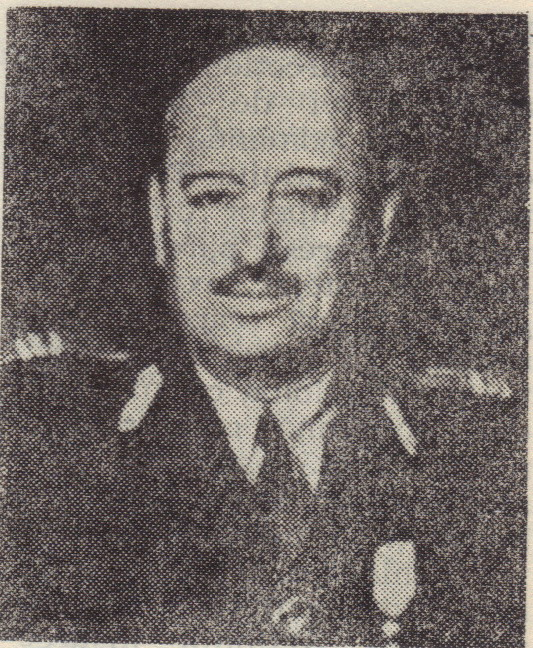
Iosif Teodorescu (vor 1947)

Iosif Teodorescu (* 25. Dezember 1885; † 28. März 1961) war ein rumänischer General, der im Ersten und Zweiten Weltkrieg kämpfte.

## Leben
Am 15. September 1916 schloss er sich als Leutnant dem 70. Infanterieregiment an, um den Pass Câmpulung-Rucăr-Bran zu verteidigen. Auch an den Kämpfen des 70. Infanterieregimentes an der moldauischen Front in Dörfern wie Voineşti, Pietroşi, Şipotul, Vulcana de Sus, Pucioasa, Bucov, Dolceasca, Mizil, Buzău, Ramnicu Sarat, Vitanesti, Munizul, Iveşti, Maratschni, Măgura Câşinului und Valea Doftanei nahm er teil.
Er erhielt die Gedenkmedaille des Krieges 1916–1918 mit Dobrogea Bars, Karpaten, Marasti und Marasesti, Patentnr. 10550/1 Juli 1919.
1939 war er als Oberst Kommandant des 30. Dorobanti-Regiments Câmpulung Muscel und vom 3. Juni 1941 bis zum 1. September 1941 Kommandant der 18. Infanteriedivision. Vom 1. September 1941 bis zum 10. Januar 1942 war Brigadegeneral Teodorescu Befehlshaber der 11. Infanteriedivision sowie von 1942 bis 1944 Stellvertretender Kommandeur des Infanteriekorps.
Er nahm an der Belagerung von Odessa teil. Die Angriffshandlungen der 11. Division, die am 8. und 13. Oktober ausgeführt wurden, versetzten der Sowjetverteidigung einen letzten und schweren Schlag mit taktischen und strategischen Auswirkungen
Von 1944 bis 1945 war er militärischer Befehlshaber der rumänischen Hauptstadt Bukarest. Am 23. August 1944  hatte der General des Armeekorps, Iosif Teodorescu, eine Audienz beim König und erhielt den direkten Befehl, die deutschen Befehle zu ignorierte. Am 24. August 1944 teilte Teodorescu mit, er ordne an, die Einheiten der "Garde" -Regimentswache in die Abteilung zur Bewachung der Baneasa-Brücke aufzunehmen, und diese Operation sei ohne Zwischenfälle oder Mängel abgeschlossen worden. Teodorescu wurde am 22. November 1944 mit dem Militärorden "Mihai Viteazul" mit Spaten der Klasse III ausgezeichnet. Von 1944 bis 1945 war er in der Reserve. Von 1945 bis 1946 wurde er wieder aktiviert als Infanterie-Inspektor. Von 1946 bis 1947 war er in Reserve und ab 1947 im Ruhestand.
Nach dem Krieg wurde er festgenommen und verurteilt. Im Dezember 1950 wurde er wieder freigelassen. Am 4. Januar 1951 wurde er wegen der Ereignisse im Februar 1945 erneut verhaftet. Der Prozess endete am 25. Mai 1956, als die Staatsanwaltschaft den Fall klassifizierte und die Freilassung des Angeklagten beschloss.